# Hanne Charlotte Johnsen
Hanne Charlotte Johnsen (1970) è un'ex sciatrice alpina norvegese.

## Biografia
Specialista delle prove tecniche, la Johnsen debuttò in campo internazionale in occasione dei Mondiali juniores di Bad Kleinkirchheim 1986 e vinse la medaglia d'oro nello slalom speciale ai Campionati norvegesi 1989; non ottenne piazzamenti in Coppa del Mondo né prese parte a rassegne olimpiche o iridate.

## Palmarès

### Campionati norvegesi
- 1 medaglia (dati dalla stagione 1988-1989):
  - 1 oro (slalom speciale[1] nel 1989)